# Christian Knehans
Christian Knehans (* 26. Dezember 1968) ist ein ehemaliger deutscher Fußballspieler.

## Werdegang
Der Mittelfeldspieler Knehans gehörte von 1987 bis 1991 zum Kader der ersten Mannschaft von Arminia Bielefeld. Am 1. August 1987 gab er für die Bielefelder sein Debüt in der 2. Bundesliga bei der 1:3-Niederlage bei Fortuna Köln. Bis zum Saisonende, bei dem die Arminia als Tabellenletzter abstieg, absolvierte Knehans vier Zweitligaspiele ohne Torerfolg. In der Oberliga Westfalen wurde Knehans 1989 mit den Bielefeldern Vizemeister und ein Jahr später Meister. Die Mannschaft scheiterte jedoch in der anschließenden Aufstiegsrunde zur 2. Bundesliga. In 51 Oberligaspielen erzielte Knehans 15 Tore.
Im Sommer 1991 wechselte Knehans zum Landesligisten Spvg Versmold. Vier Jahre später verpasste er mit den Versmoldern den Aufstieg in die Verbandsliga Westfalen nach einer 2:3-Niederlage im Entscheidungsspiel gegen Davaria Davensberg.